# الكثبان الرملية الشاطئية
هي كثبان رملية تتشكل على شواطئ البحار والمحيطات بفعل التجوية الفيزيائية تحت تأثير الأمواج البحرية، تعمل الرياح على نقل الرمال الشاطئية إلى المناطق المجاورة للشواطئ وتتميز رمال الكثبان الشاطئية بغنائها بالأملاح وبانخفاض محتواها من المكونات الناعمة وهذا ما يجعلها ضعيفة التماسك وندرة الغطاء النباتي الذي يكسوها.  

## اقرأ أيضا
- نبكات
- تلال كويوت
- تطعيس
- عرق
- أخدود بليد ريفر